# مدببات الذيل
مدببات الذيل أو الأُقْصُورِيَّات (الاسم العلمي: Oxyuridae)، فصيلة من الديدان الأسطوانية وطائفة الفصيميات. تتكون من ثمانية أجناس، وتضم الدودة الدبوسية البشرية (Enterobius vermicularis)